# Municipio Cuchumuela
Das Municipio Cuchumuela (auch: Villa Gualberto Villarroel) ist ein Verwaltungsbezirk im Departamento Cochabamba im südamerikanischen Anden-Staat Bolivien.

## Lage im Nahraum
Das Municipio Cuchumuela ist eines von fünf Municipios der Provinz Punata. Es grenzt im Nordwesten an das Municipio Villa Rivero, im Südwesten an die Provinz Esteban Arce, im Osten an die Provinz Mizque, im Nordosten an die Provinz Arani und im Norden an das Municipio Tacachi.
Das Municipio umfasst insgesamt 15 Gemeinden, der zentrale Ort des Municipios ist Cuchumuela mit 627 Einwohnern im nördlichen Teil des Municipios. (Volkszählung 2012)

## Geographie
Das Municipio Cuchumuela liegt im Übergangsbereich zwischen dem bolivianischen Altiplano im Westen und dem bolivianischen Tiefland im Osten.
Die mittlere Durchschnittstemperatur der Region liegt bei knapp 18 °C (siehe Klimadiagramm Cochabamba) und schwankt nur unwesentlich zwischen 14 °C im Juni und Juli und 20 °C im November. Der Jahresniederschlag beträgt etwa 450 mm, bei einer ausgeprägten Trockenzeit von Mai bis September mit Monatsniederschlägen unter 10 mm und einer Feuchtezeit von Dezember bis Februar mit 90 bis 110 mm Monatsniederschlag.

## Bevölkerung
Die Einwohnerzahl ist zwischen 1992 und 2024 auf mehr als das Doppelte angestiegen:
| Jahr | Einwohner | Quelle       |
| ---- | --------- | ------------ |
| 1992 | 1721      | Volkszählung |
| 2001 | 1808      | Volkszählung |
| 2012 | 2702      | Volkszählung |
| 2024 | 3818      | Volkszählung |

Die Bevölkerungsdichte des Municipios bei der letzten Volkszählung von 2024 betrug 60,6 Einwohner/km², der Anteil der städtischen Bevölkerung war 0,0 Prozent, die Lebenserwartung der Neugeborenen lag im Jahr 2001 bei 61,6 Jahren.
Der Alphabetisierungsgrad bei den über 19-Jährigen beträgt 68,7 Prozent, und zwar 87,1 Prozent bei Männern und 53,6 Prozent bei Frauen (2001).

## Politik
Ergebnis der Regionalwahlen (concejales del municipio) vom 4. April 2010:
| Wahlberechtigte |  | Stimmen | gültig |  | MAS-IPSP | MSM    |
| --------------- |  | ------- | ------ |  | -------- | ------ |
| 920             |  | 816     | 634    |  | 318      | 316    |
|                 |  | 88,7 %  | 77,7 % |  | 50,2 %   | 49,8 % |

Ergebnis der Regionalwahlen (elecciones de autoridades políticas) vom 7. März 2021:
| Wahl- berechtigte |  | Wahl- beteiligung | gültige Stimmen |  | MAS-IPSP | SÚMATE  | MTS     | SOMOS  | UNIDOS.CBBA |
| ----------------- |  | ----------------- | --------------- |  | -------- | ------- | ------- | ------ | ----------- |
| 950               |  | 854               | 731             |  | 552      | 75      | 74      | 11     | 6           |
|                   |  | 89,89 %           | 85,60 %         |  | 75,51 %  | 10,26 % | 10,12 % | 1,50 % | 0,82 %      |

## Gliederung
Das Municipio ist nicht weiter in Kantone (cantones) untergliedert und besteht nur aus dem:
- 03-1405-01 Kanton Cuchumuela

## Ortschaften im Municipio Cuchumuela
- Kanton Cuchumuela
  - Cuchumuela 627 Einw.